# 수프리에르 (세인트루시아)

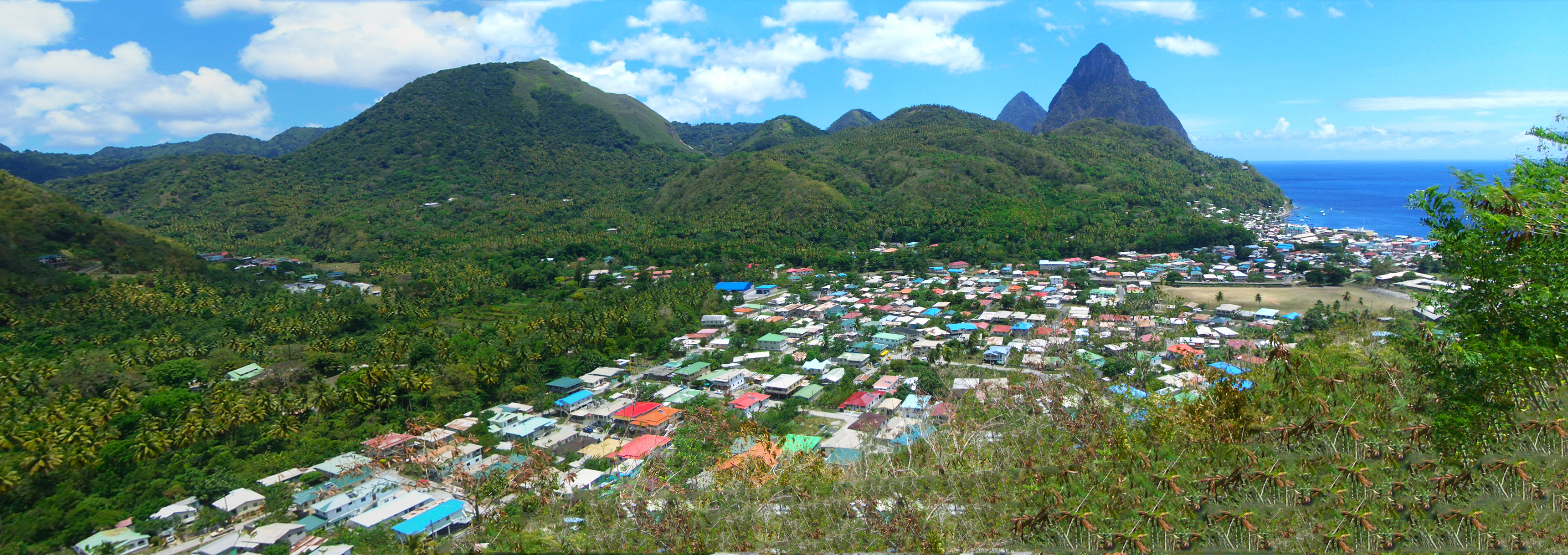

수프리에르(Soufrière)는 세인트루시아 서해안에 있는 마을이다. 관광 명소로 쌍둥이 화산 봉우리 피톤즈(Gros Piton과 Petit Piton)가 있다.

## 같이 보기
- 카리브 제도